# Julia Pavón
Julia Pavón Benito (Madrid, 1968) és una medievalista espanyola doctorada en història, escriptora i professora d'universitat especialista en Història de Navarra Altmedieval.

## Perfil professional
Doctora en Història per la Universitat de Navarra (1996), és professora d'Història Medieval del Departament d'Història, Història de l'Art i Geografia de l'esmentada institució en qualitat de professora titular. En l'actualitat és directora del Departament d'Història, Història de l'Art i Geografia.
Les seves línies de recerca s'han centrat, durant els primers anys de la seva trajectòria professional, sobre la història de l'alta edat mitjana del Regne de Navarra. Amb posterioritat ha ampliat els seus interessos cap a l'estudi de les actituds religioses i espirituals de l'home davant la mort. En l'actualitat està treballant en l'Orde de l'Hospital i Orde del Temple en el priorat navarrès, preparant una edició crítica dels seus textos medievals (segles XII-XV).
També manté un especial interès per analitzar la naturalesa i característiques del medievalisme nord-americà (ss. XIX-XX), amb la recerca sobre les obres i la tradició historiogràfica de figures com Henry Charles Lea (1825-1909), Charles H. Haskins (1870-1937) i Joseph Strayer (1904-1987).
Ha col·laborat en l'equip CLAUSTRA, una xarxa de recerca internacional sobre monacat femení en l'Europa Mediterrània, dirigit per Blanca Garí d'Aguilera de la Universitat de Barcelona.
És membre de la Societat Espanyola d'Estudis Medievals, la Societat d'Estudis Històrics de Navarra i de GENOVIFEM.

## Obra
Autora
- Julia Pavón Benito, Poblament altmedieval navarrès. Base socioeconòmica de l'espai monàrquic, Pamplona, Eunsa, 2001. ISBN 84-313-1901-1.[5][6][7]
- Julia Pavón Benito i Ángeles García de la Borbolla, Morir en l'Edat Mitjana. La mort en la Navarra medieval, Universitat de València, València, 2007. ISBN 978-84-370-6856-5
- Julia Pavón Benito i Iñigo Arzoz Mendizábal, 1212. La batalla de les Navas de Tolosa vuit segles després, Pamplona, Govern de Navarra, 2012. ISBN 978-84-15375-03-6.
- Julia Pavón Benito, Julia Baldó Alcoz y Ángeles García de la Borbolla, Pamplona y la muerte en el medievo, Murcia, Sociedad Española de Estudios Medievales, 2013. ISBN 978-84-941363-2-0.[8]

Editora o directora
- Jaume Aurell y Julia Pavón (eds.) Ante la muerte. Actitudes, espacios y formas en la España Medieval, Pamplona, Eunsa, 2002. ISBN 84-313-1981-X.[9]
- Jaume Aurell & Julia Pavón (eds.), Rewriting the Middle Ages in the Twentieth Century. II. National Traditions, Turnhout, Brepols Publishers, 2009. ISBN 978-2-503-53144-1.[10]
- Julia Pavón Benito y María Bonet Donato (eds.), La Orden del Hospital de San Juan de Jerusalén. Contextos y trayectorias del Priorato de navarra medieval, CSIC-Eunsa, Madrid-Pamplona, 2013. ISBN 978-84-313-2934-1.
- Julia Pavón Benito (dir.), Reinas de Navarra en la Edad Media, Silex-Gobierno de Navarra, Madrid, 2014. ISBN 978-84-7737-840-2.
- Julia Pavón Benito (ed.) Rewriting the Middle Ages. III. Political Theory and practice, Brepols, Turhout, 2015. ISBN 978-2-503-53-144-1.